# Moses Williams

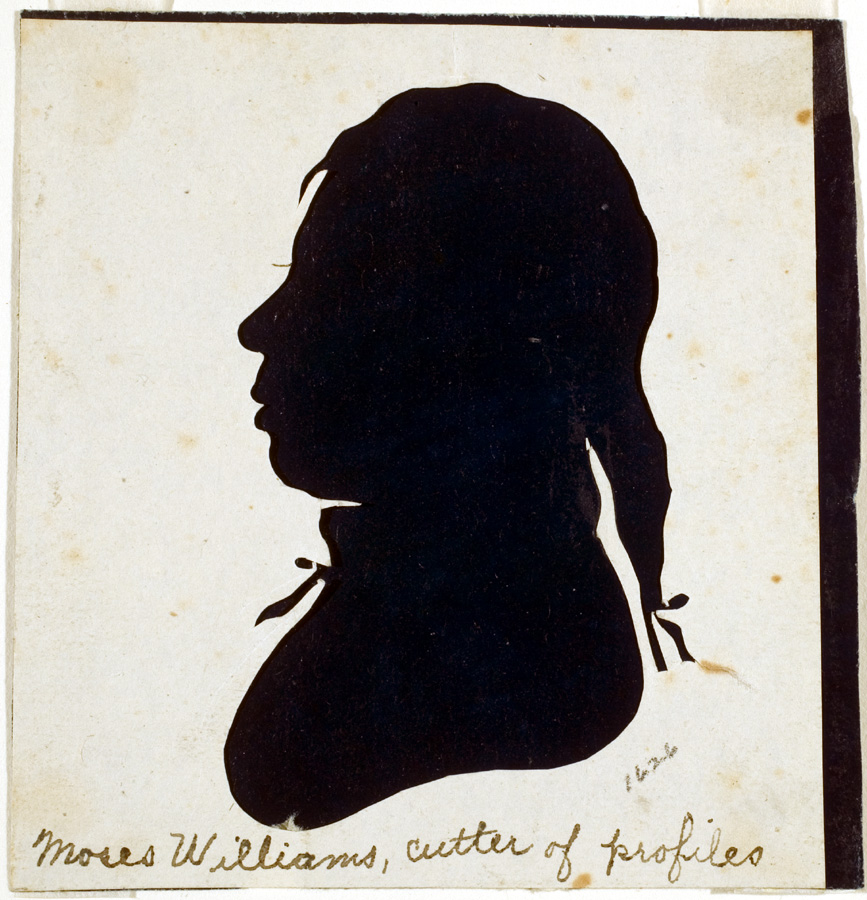
Moses Williams, cutter of profiles: Raphaelle Peale (?). Library Company of Philadelphia

Moses Williams (* 1777; † ca. 1825) war ein afroamerikanischer Silhouettenzeichner des frühen 19. Jahrhunderts. Er wurde durch seine Tätigkeit im Peale’s Museum in Philadelphia bekannt, wo er einen sogenannten Physionotrace betrieb, ein Gerät zur mechanisch unterstützten Anfertigung von Profilporträts. Moses Williams gilt als einer der frühesten bekannten afroamerikanischen Künstler in den Vereinigten Staaten. Sein Wirken zeigt, wie unter restriktiven sozialen Bedingungen eine begrenzte künstlerische Autonomie und Selbstbehauptung möglich war. Neuere kunsthistorische Forschungen betonen seinen Beitrag zur visuellen Kultur der frühen Republik sowie seine Rolle im Spannungsfeld von Rassismus, Kunst und Identität.

## Leben
Moses Williams wurde um 1777 als Sohn des Sklavenpaars Scarborough und Lucy geboren. Charles Willson Peale, ein bedeutender Maler, Naturforscher und Museumsgründer, erhielt die beiden während seiner Tätigkeit in Maryland als Bezahlung für ein Porträt. Die Familie zog mit Peale nach Philadelphia. Im Jahr 1786 wurden Scarborough und Lucy freigelassen; ihr damals elfjähriger Sohn Moses musste jedoch bis zu seinem 28. Lebensjahr als Haussklave bleiben. Im Jahr 1802, also ein Jahr vor Erreichen dieses Alters, wurde auch er offiziell für frei erklärt.

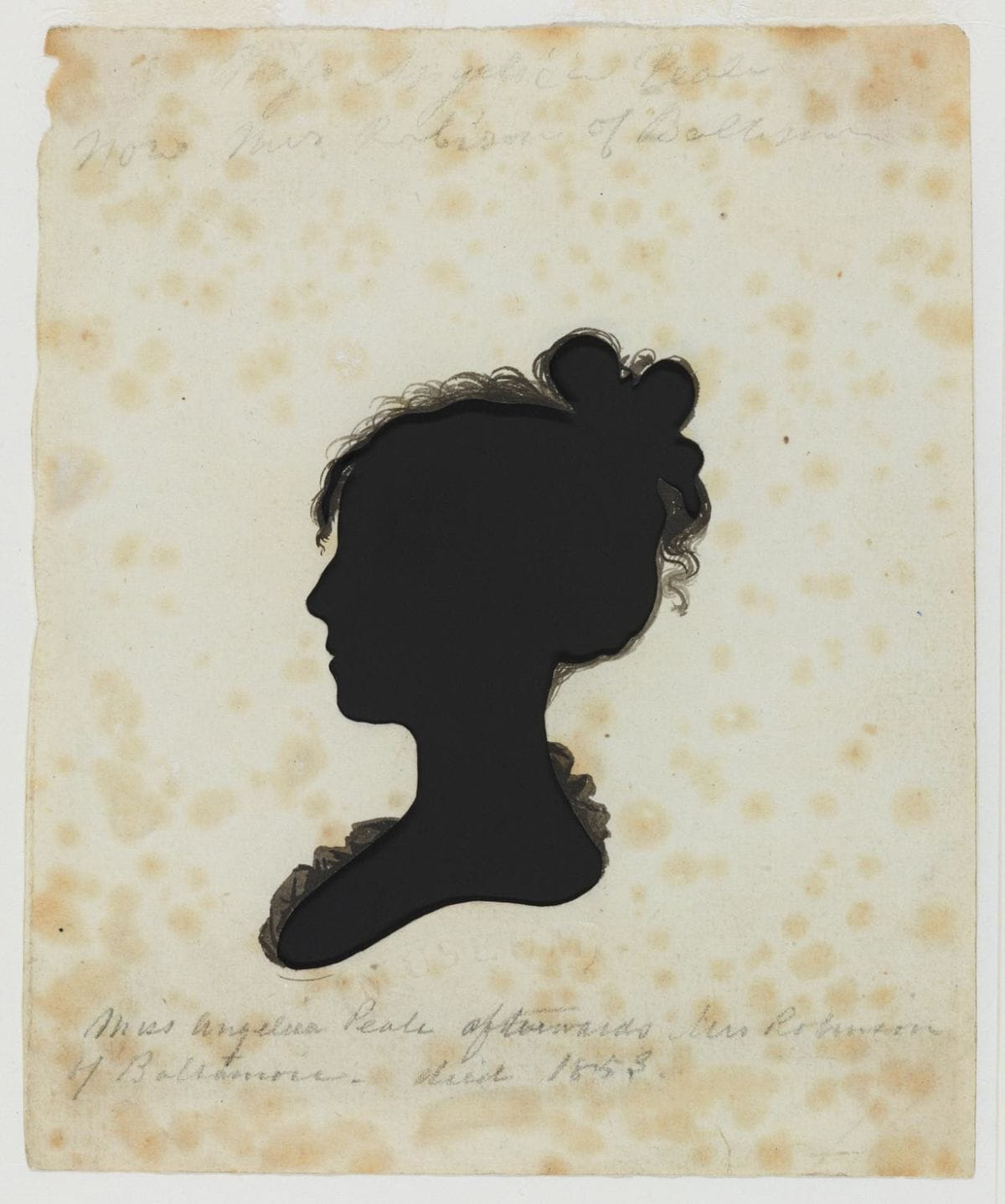
Moses Williams, cutter of profiles: Angelica Peale Robinson (nach 1803). Philadelphia Museum of Art

Moses wuchs im Haushalt Peales auf, wo er neben dessen eigenen Kindern lebte und arbeitete. Wie diese wurde er auf Tätigkeiten im Museum vorbereitet, darunter die Präparation von Tieren, Ausstellungskunde und die Bedienung des Physionotracer. Im Unterschied zu den weißen Kindern Peales, die zu Malern ausgebildet wurden, erhielt Williams keine künstlerische Ausbildung in der Malerei, sondern wurde ausschließlich in der Silhouettenherstellung unterwiesen.

### Tätigkeit im Peale’s Museum
Nach seiner Freilassung übernahm er die Silhouettenwerkstatt im Peale’s Museum. Mithilfe des sogenannten Physionotrace, eines mechanischen Zeicheninstruments, fertigte er Schattenrisse auf Papier an. Dabei wurde ein ausgeschnittenes Profil auf einen dunklen Hintergrund gelegt. Diese Arbeiten galten als kostengünstige und weit verbreitete Porträts jener Zeit. In den ersten Jahren nach der Übernahme fertigte Williams Berichten zufolge bis zu 8000 Schattenrisse pro Jahr an. Die Porträts kosteten acht Cent pro Stück, die Williams vollständig erhielt.

### Künstlerische und soziale Bedeutung

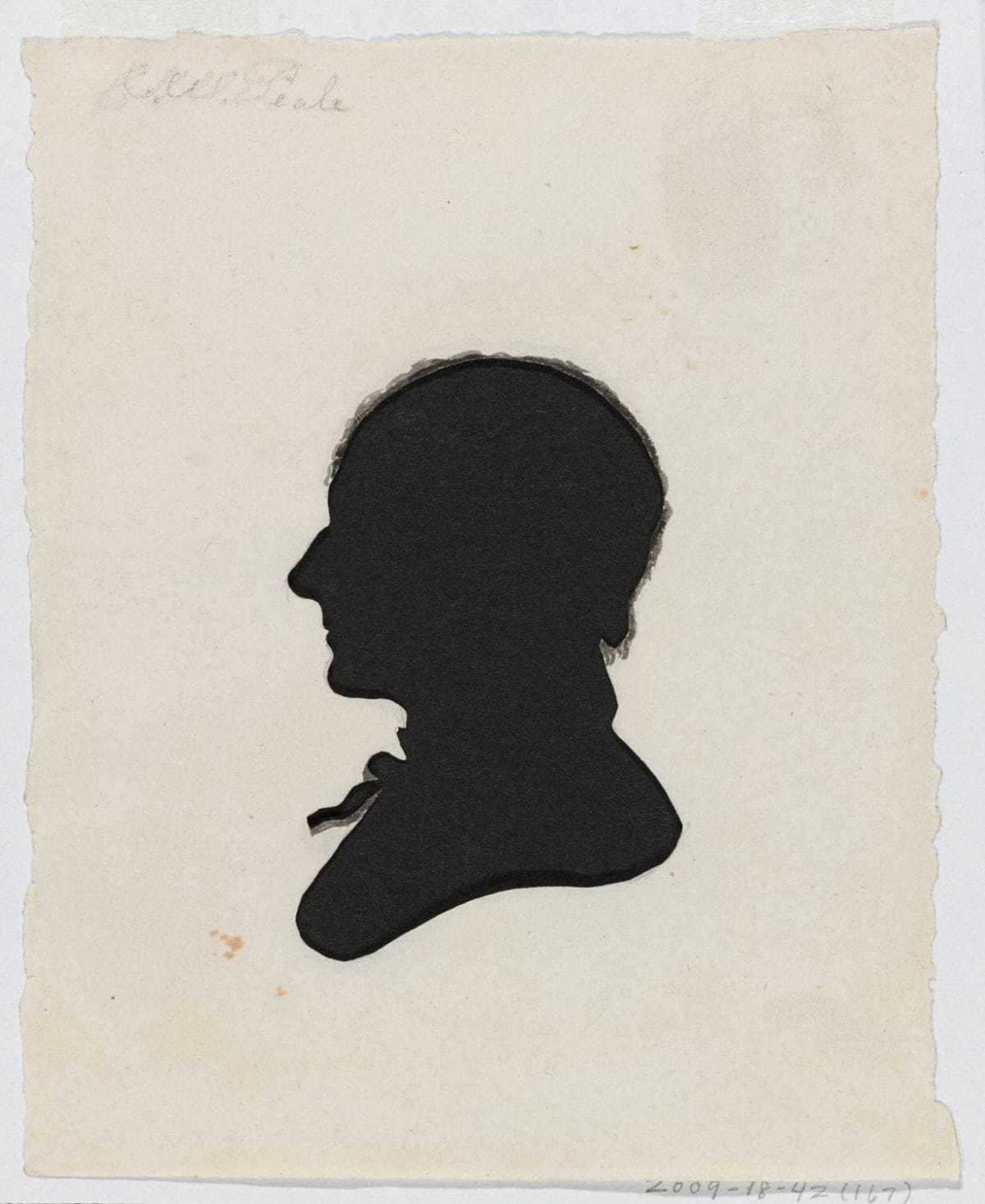
Moses Williams, cutter of profiles: Charles Willson Peale (nach 1802). Philadelphia Museum of Art

Die Tätigkeit als Profilzeichners verschaffte Williams einen gewissen sozialen Status sowie finanzielle Unabhängigkeit. Er konnte ein zweistöckiges Stadthaus erwerben und heiratete Maria, die weiße Köchin des Peale-Haushalts. Ihre Tochter verschwand später aus den historischen Aufzeichnungen, möglicherweise durch das sogenannte „Passing“, also das Leben als Weiße. Eine Besonderheit seiner Arbeit war, dass er seine Werke auf Vorder- und Rückseite mit „Moses Williams, Cutter of Profiles“ kennzeichnete. Diese Bezeichnung kann als bewusste Positionierung in der bürgerlich-künstlerischen Gesellschaft der damaligen Zeit gewertet werden. Die Zuschreibung eines bekannten Silhouettenbilds von ca. 1803 an Raphaelle Peale durch die Library Company of Philadelphia im Jahr 1996 ist umstritten. Es wird vermutet, dass es sich dabei um ein Selbstporträt von Moses Williams handeln könnte.

### Rezeption
Zeitgenössische und spätere Aussagen, unter anderem von Rembrandt Peale, beschreiben Williams ambivalent: Einerseits wird er als fähiger und erfolgreicher Handwerker dargestellt, andererseits wird er in rassifizierter und paternalistischer Weise als „Mulatte“ und „untergeordnet“ beschrieben. Charles Willson Peale selbst erwähnte Williams mehrfach in familiären Briefen, teils neben eigenen Kindern, was auf die komplexe soziale Stellung von Williams im Peale-Haushalt hindeutet. Schattenrisse von Afroamerikanern waren selten. Moses Williams’ Werk umfasst auch Darstellungen anderer Afroamerikaner, etwa das als „Mr. Shaw’s Blackman“ betitelte Profilbild, das ihm zugeschrieben wird. Diese Porträts dienten mitunter auch der Identifizierung von Sklaven, beispielsweise im Fall des Werks Flora aus dem Jahr 1796. In den 1820er Jahren ging die Nachfrage nach Silhouettenbildern zurück. Im Jahr 1823 verkaufte Moses Williams sein Haus. Zeitgenössische Berichte beschreiben einen zunehmenden Alkoholmissbrauch und sozialen Abstieg. Er starb vermutlich um 1825.

## Werk

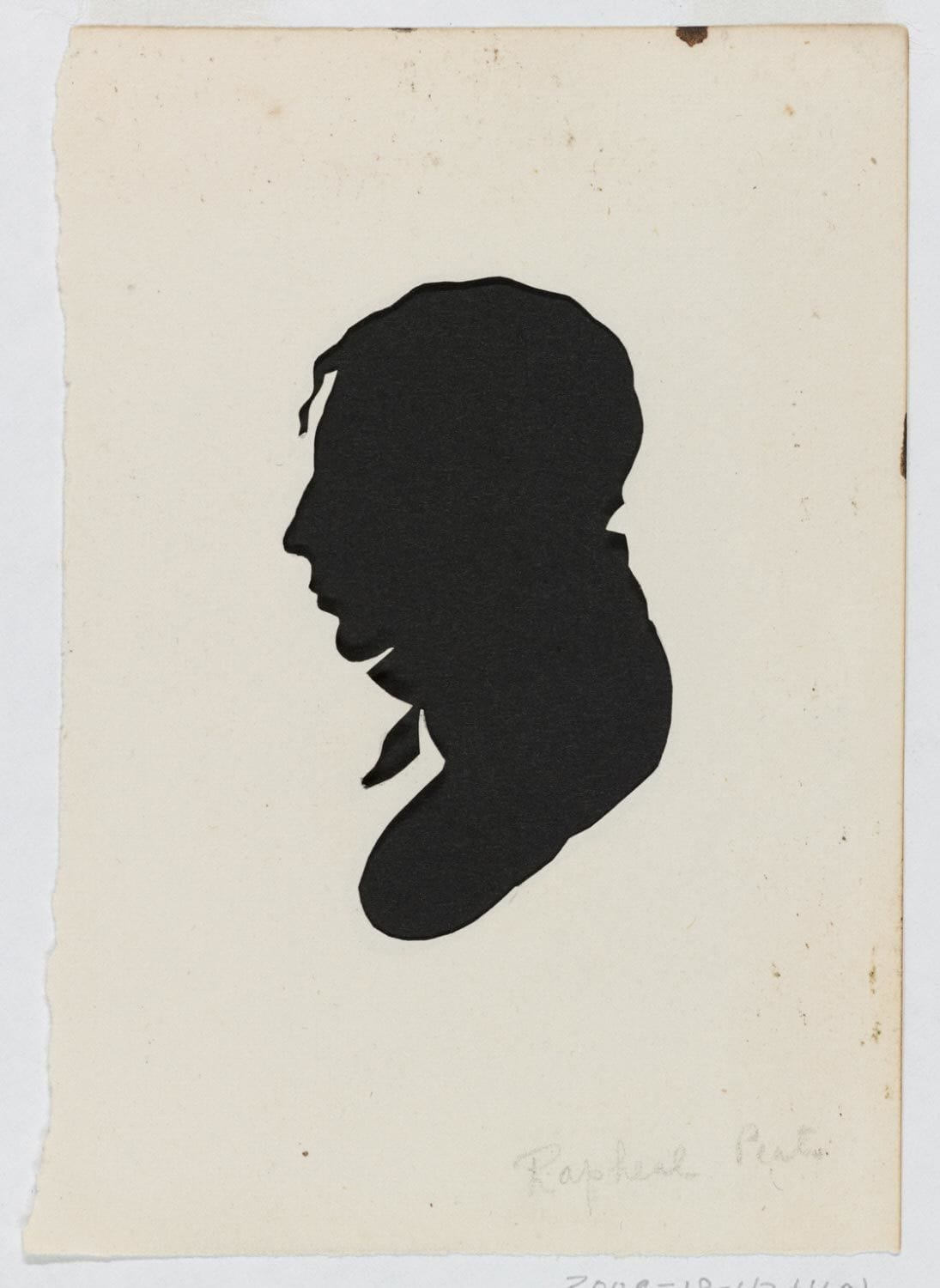
Moses Williams, cutter of profiles: Raphaelle Peale (um 1805). Philadelphia Museum of Art

Moses Williams arbeitete mit dem mechanisch unterstützten Zeichnen von Silhouetten: Zunächst kam der Physionotrace zum Einsatz, anschließend wurden manuelle Korrekturen mit Papier, Schere und schwarzer Tinte oder Gouache vorgenommen. Sein Stil war geprägt von minimalistischen, präzisen Konturen und feinen Detaillierungen, etwa bei den Haaren, der Lippenform oder dem Kragen, die er in jeder Arbeit ergänzte. Die Silhouettendarstellung war eine vorherrschende und für viele Menschen erschwingliche Porträtform der frühen Republik im Gegensatz zu Ölporträts. Moses Williams’ Arbeit machte das Peale Museum für Besucher attraktiver – viele kamen wegen seiner Silhouetten und nicht primär wegen der Gemälde. Seine Arbeiten ermöglichten ihm wirtschaftliche Unabhängigkeit und lokale Anerkennung.